# Campeonato Mundial de Atletismo Júnior de 2014 - 400 m feminino
A prova dos 400 metros rasos feminino do Campeonato Mundial de Atletismo Júnior de 2014 ocorreu entre os dias 23 e 25 de julho em Eugene, nos Estados Unidos. 

## Recordes
Antes desta competição, os recordes mundiais e do campeonato nesta prova eram os seguintes:
|     | Nome           | Nacionalidade  | Tempo | Local     | Data                 |
| --- | -------------- | -------------- | ----- | --------- | -------------------- |
| WJR | Grit Breuer    | Alemanha       | 49.42 | Tóquio    | 27 de agosto de 1991 |
| CR  | Ashley Spencer | Estados Unidos | 50.50 | Barcelona | 13 de julho de 2012  |

## Medalhistas
| Ouro                  | Prata                | Bronze             |
| Kendall Baisden (USA) | Gilda Casanova (CUB) | Olivia Baker (USA) |

## Cronograma
Todos os horários são locais (UTC-7).
| Data        | Hora  | Evento        |
| ----------- | ----- | ------------- |
| 23 de julho | 11:35 | Eliminatórias |
| 24 de julho | 19:05 | Semifinal     |
| 25 de julho | 20:30 | Final         |

## Resultados

### Eliminatórias
Qualificação: Os 4 primeiros de cada bateria (Q) e os 4 tempos mais rápidos (q). 
Bateria 1
| Posição | Atleta                        | Nacionalidade  | Raia | Reação | Tempo | Notas    |
| ------- | ----------------------------- | -------------- | ---- | ------ | ----- | -------- |
| 1       | Kendall Baisden               | Estados Unidos | 4    | 0.271  | 53.28 | Q        |
| 2       | Tiffany James                 | Jamaica        | 5    | 0.211  | 54.58 | Q        |
| 3       | Liliya Manasipova             | Uzbequistão    | 7    | 0.211  | 56.00 | Q        |
| 4       | María Simancas                | Venezuela      | 3    | 0.206  | 56.91 | Q        |
| 5       | Janet Richard                 | Malta          | 6    | 0.193  | 57.13 |          |
| 6       | Zion Corrales-Nelson          | Filipinas      | 2    | 0.178  | DSQ   | 163.3(a) |
| 7       | Praise Oghenefejiro Idamadudu | Nigéria        | 8    | 0.207  | DSQ   | 163.3(a) |

Nota:

IAAF Regra 163.3(a) – Violação da pista
Bateria 2
| Posição | Atleta                      | Nacionalidade | Raia | Reação | Tempo | Notas    |
| ------- | --------------------------- | ------------- | ---- | ------ | ----- | -------- |
| 1       | Yana Glotova                | Rússia        | 5    | 0.201  | 53.61 | Q        |
| 2       | Laura Müller                | Alemanha      | 2    | 0.164  | 54.19 | Q        |
| 3       | Helena Jiranová             | Chéquia       | 3    | 0.168  | 54.51 | Q        |
| 4       | Chelsea Zoller              | Suíça         | 6    | 0.209  | 55.12 | Q,       |
| 5       | Siti Nur Afiqah Abdul Razak | Malásia       | 8    | 0.239  | 56.54 |          |
| 6       | Kadecia Baird               | Guiana        | 7    | 0.274  | DSQ   | 163.3(a) |
| 7       | Dora Filipovic              | Croácia       | 4    | 0.180  | DSQ   | 163.3(a) |

Nota:

IAAF Regra 163.3(a) – Violação da pista
Bateria 3
| Posição | Atleta            | Nacionalidade | Raia | Reação | Tempo | Notas |
| ------- | ----------------- | ------------- | ---- | ------ | ----- | ----- |
| 1       | Ann-Kathrin Kopf  | Alemanha      | 6    | 0.184  | 54.71 | Q     |
| 2       | Maja Pogorevc     | Eslovênia     | 7    | 0.307  | 54.80 | Q     |
| 3       | Christian Brennan | Canadá        | 3    | 0.160  | 54.84 | Q     |
| 4       | Ylenia Vitale     | Itália        | 5    | 0.219  | 54.86 | Q     |
| 5       | Susanne Walli     | Áustria       | 2    | 0.229  | 54.99 | q     |
| 6       | Yanique McNeil    | Jamaica       | 8    | 0.195  | 55.01 | q     |
| 7       | Lin Yen-Tong      | Taipé Chinesa | 4    | 0.180  | 58.21 |       |

Bateria 4
| Posição | Atleta                | Nacionalidade  | Raia | Reação | Tempo | Notas    |
| ------- | --------------------- | -------------- | ---- | ------ | ----- | -------- |
| 1       | Olivia Baker          | Estados Unidos | 2    | 0.263  | 54.09 | Q        |
| 2       | Modesta Morauskaitė   | Lituânia       | 7    | 0.260  | 54.29 | Q        |
| 3       | Gunta Latiševa-Čudare | Letónia        | 6    | 0.244  | 54.30 | Q        |
| 4       | Adrianna Janowicz     | Polónia        | 4    | 0.198  | 54.70 | Q        |
| 5       | Zdenka Seidlová       | Chéquia        | 8    | 0.192  | 55.83 |          |
| 6       | Paola Vázquez         | México         | 3    | 0.208  | 56.35 |          |
| 7       | Eglay Nafuna Nalyanya | Quênia         | 5    | 0.200  | DSQ   | 163.3(a) |

Nota:

IAAF Regra 163.3(a) – Violação da pista
Bateria 5
| Posição | Atleta                  | Nacionalidade | Raia | Reação | Tempo | Notas |
| ------- | ----------------------- | ------------- | ---- | ------ | ----- | ----- |
| 1       | Gilda Casanova          | Cuba          | 3    | 0.203  | 53.43 | Q     |
| 2       | Madeline Price          | Canadá        | 7    | 0.233  | 53.86 | Q     |
| 3       | Edidiong Ofonime Odiong | Nigéria       | 4    | 0.271  | 54.09 | Q     |
| 4       | Kateryna Klymiuk        | Ucrânia       | 2    | 0.181  | 54.43 | Q     |
| 5       | Melissa Torres          | Colômbia      | 8    | 0.233  | 54.81 | q,    |
| 6       | Emily Lawson            | Austrália     | 6    | 0.193  | 54.83 | q     |
| 7       | Shaquania Dorsett       | Bahamas       | 5    | 0.153  | 55.53 |       |

### Semifinal
Qualificação: Os 2 primeiros de cada bateria (Q) e os 2 tempos mais rápidos (q). 
Semifinal 1
| Posição | Atleta            | Nacionalidade  | Raia | Reação | Tempo | Notas |
| ------- | ----------------- | -------------- | ---- | ------ | ----- | ----- |
| 1       | Olivia Baker      | Estados Unidos | 6    | 0.257  | 53.08 | Q     |
| 2       | Yana Glotova      | Rússia         | 4    | 0.215  | 53.39 | Q     |
| 3       | Tiffany James     | Jamaica        | 3    | 0.181  | 54.06 |       |
| 4       | Kateryna Klymiuk  | Ucrânia        | 7    | 0.195  | 54.63 |       |
| 5       | Maja Pogorevc     | Eslovênia      | 5    | 0.233  | 54.64 |       |
| 6       | Emily Lawson      | Austrália      | 1    | 0.195  | 55.33 |       |
| 7       | Melissa Torres    | Colômbia       | 2    | 0.244  | 55.36 |       |
| 8       | Liliya Manasipova | Uzbequistão    | 8    | 0.314  | 56.72 |       |

Semifinal 2
| Posição | Atleta                | Nacionalidade  | Raia | Reação | Tempo | Notas |
| ------- | --------------------- | -------------- | ---- | ------ | ----- | ----- |
| 1       | Kendall Baisden       | Estados Unidos | 4    | 0.312  | 52.52 | Q     |
| 2       | Laura Müller          | Alemanha       | 3    | 0.177  | 53.64 | Q     |
| 3       | Madeline Price        | Canadá         | 6    | 0.251  | 54.06 |       |
| 4       | Gunta Latiševa-Čudare | Letónia        | 5    | 0.191  | 54.23 |       |
| 5       | Ylenia Vitale         | Itália         | 7    | 0.255  | 54.80 |       |
| 6       | Yanique McNeil        | Jamaica        | 2    | 0.181  | 54.98 |       |
| 7       | Helena Jiranová       | Chéquia        | 8    | 0.189  | 55.06 |       |
| 8       | Chelsea Zoller        | Suíça          | 1    | 0.232  | 55.47 |       |

Semifinal 3
| Posição | Atleta                  | Nacionalidade | Raia | Reação | Tempo | Notas |
| ------- | ----------------------- | ------------- | ---- | ------ | ----- | ----- |
| 1       | Gilda Casanova          | Cuba          | 5    | 0.193  | 52.45 | Q     |
| 2       | Edidiong Ofonime Odiong | Nigéria       | 4    | 0.252  | 53.75 | Q     |
| 3       | Christian Brennan       | Canadá        | 8    | 0.219  | 53.81 | q     |
| 4       | Susanne Walli           | Áustria       | 2    | 0.259  | 53.94 | q,    |
| 5       | Ann-Kathrin Kopf        | Alemanha      | 3    | 0.188  | 53.95 |       |
| 6       | Adrianna Janowicz       | Polónia       | 7    | 0.222  | 54.21 |       |
| 7       | Modesta Morauskaitė     | Lituânia      | 6    | 0.249  | 54.25 |       |
| 8       | María Simancas          | Venezuela     | 1    | 0.360  | 57.10 |       |

### Final
A prova final foi realizada no dia 25 de julho às 20:30.  
| Posição           | Atleta                  | Nacionalidade  | Raia | Reação | Tempo | Nots |
| ----------------- | ----------------------- | -------------- | ---- | ------ | ----- | ---- |
| Medalha de ouro   | Kendall Baisden         | Estados Unidos | 6    | 0.250  | 51.85 |      |
| Medalha de prata  | Gilda Casanova          | Cuba           | 4    | 0.207  | 52.59 |      |
| Medalha de bronze | Olivia Baker            | Estados Unidos | 3    | 0.210  | 53.00 |      |
| 4                 | Laura Müller            | Alemanha       | 8    | 0.193  | 53.40 |      |
| 5                 | Yana Glotova            | Rússia         | 5    | 0.197  | 53.63 |      |
| 6                 | Edidiong Ofonime Odiong | Nigéria        | 7    | 0.335  | 54.06 |      |
| 7                 | Christian Brennan       | Canadá         | 1    | 0.179  | 54.15 |      |
| 8                 | Susanne Walli           | Áustria        | 2    | 0.238  | 54.61 |      |

Legenda
| Recorde mundial       | Recorde mundial (World record)               |                       | Recorde africano                      | Recorde africano (African) |                                           | Q | Classificado por posição (Qualified) |
| Recorde do campeonato | Recorde do campeonato (Championship record)  | Recorde da América    | Recorde da América (Americas)         | q                          | Classificado por melhor tempo (Qualified) |   |                                      |
| Melhor marca do ano   | Melhor marca do ano (World leading)          | Recorde asiático      | Recorde asiático (Asian)              | DNS                        | Não largou (Did not start)                |   |                                      |
| Recorde nacional      | Recorde nacional (National record)           | Recorde europeu       | Recorde europeu (European)            | DNF                        | Não terminou (Did not finish)             |   |                                      |
| Recorde pessoal       | Recorde pessoal do atleta (Personal best)    | Recorde da Oceania    | Recorde da Oceania (Oceania)          | DSQ / DQ                   | Desclassificado (Disqualified)            |   |                                      |
| Recorde da temporada  | Recorde da temporada do atleta (Season best) | Recorde sul-americano | Recorde sul-americano (South America) | NM                         | Sem marca (No mark)                       |   |                                      |